# Klinische biologie
De klinische biologie is een interdisciplinair vakgebied tussen de geneeskunde en de biologie. Deze specialisatie houdt zich met het aantonen van afwijkingen in bloed of andere lichaamsvochten aan de hand van laboratoriumtechnieken (in België). Het testen van cellen in weefselverband gebeurt door de anatoom-patholoog en valt dus niet onder de klinische biologie. In Nederland valt deze specialiteit uiteen in de klinische chemie en de medische microbiologie.

## Beoefenaars
Dit vakgebied kan uitgeoefend worden door artsen-klinisch biologen of door apothekers-biologen. De opleiding beslaat 5 jaar: een "truncus communis" van 2 jaar waarbij alle 3 de deelgebieden aan bod komen, gevolgd door 3 specialisatiejaren in één of meerdere disciplines volgens de interesse van de betrokkene. In Vlaanderen worden jaarlijks maximaal 8 artsen en 4 apothekers toegelaten tot de opleiding.

## Deelgebieden
- medische microbiologie (virologie en bacteriologie)
- (laboratorium)hematologie
- Klinische chemie, waaronder ook de immunologische testen vallen

Basisarts · Huisarts · Specialist —
Acute geneeskunde ·
Anesthesie-reanimatie ·
Arbeidsgeneeskunde ·
Arts Maatschappij en Gezondheid ·
Arts voor verstandelijk gehandicapten ·
Beheer van gezondheidsgegevens ·
Cardiologie ·
Dermato-venereologie ·
Endocrino-diabetologie ·
Forensische of gerechtelijke geneeskunde ·
Fysische geneeskunde ·
Gastro-enterologie ·
Geriatrie ·
Gynaecologie en verloskunde ·
Heelkunde ·
Intensieve zorg ·
Interne of inwendige geneeskunde ·
Kinder- en jeugdpsychiatrie ·
Klinische biologie ·
Klinische chemie ·
Klinische farmacologie ·
Klinische genetica ·
Mond-, kaak- en aangezichtschirurgie ·
Nefrologie ·
Neurochirurgie ·
Neurologie ·
Nucleaire geneeskunde ·
Oncologie ·
Oftalmologie of oogheelkunde ·
Orthopedie ·
Otorinolaryngologie, kno-heelkunde of nko-heelkunde ·
Pathologische anatomie ·
Pediatrie ·
Plastische, reconstructieve en esthetische heelkunde ·
Pneumologie of longziekten ·
Psychiatrie ·
Radiologie ·
Radiotherapie-Oncologie ·
Reumatologie ·
Revalidatiegeneeskunde ·
Sociale geneeskunde ·
Sportgeneeskunde ·
Stomatologie of kaakchirurgie ·
Spoedeisende of urgentiegeneeskunde ·
Urologie ·
Verzekeringsgeneeskunde en medische expertise